# 윌리엄 토레이 해리스
윌리엄 토레이 해리스(William Torrey Harris, 1835년 9월 10일 - 1909년 11월 5일)는 미국의 교육자, 철학자이며 어휘학자이다. 그는 미주리주에 있는 세인트루이스에서 25년 동안 일했으며, 12년 동안을 학교의 감독으로 일했다. 1873년에는 미국에서 최초로 공립 유치원을 설립하였다. 게오르크 빌헬름 프리드리히 헤겔의 철학에 심취하여 미국 최초의 철학잡지인 "상상 철학의 저널(1867)"의 공동 설립했다.

## 저서
- Introduction to the Study of Philosophy (1889)
- The Spiritual Sense of Dante's Divina Commedia (1889)
- Hegel's Logic: a Critical Exposition (1890)
- A. Bronson Alcott, his Life and Philosophy (with F. B. Sanborn) (1893)
- Psychologic Foundations of Education (1898)
- Elementary Education (Monographs on Education in the United States; vol. 1.) (1900; second edition, 1904)
- The School City (1906)
- The Philosophy of Education (1906)

## 같이 보기
- 미국 철학